# Alena Arzamasskaïa
Alena Arzamasskaia (ou Alyona ; erzya : Олёна Эрзямассонь, russe : Алёна Арзамасская) exécutée en 1670, parfois appelée la Jeanne d'Arc russe, est une combattante rebelle célèbre du XVIIe siècle en Russie, qui se présente comme un homme et combat durant la révolte des paysans du cosaque Stenka Razine en 1670, dans le sud de la Russie. Contrairement à Jeanne d'Arc, qui combat au nom de son roi, Alyona se rebelle contre son tsar. Elle est une atamane mordves et se bat sous la direction de Stenka Razine. Paysanne par sa naissance dans la sloboda Viezdnaïa d'Arzamas, elle est nonne (старица), avant de devenir une cheffe cosaque. Elle commande un détachement de 600 hommes et participe à la prise de Temnikov en 1670, avant d'être condamnée à mort et brûlée sur le bûcher.

## Biographie
Alyona est une paysanne d'une sloboda d'Arzamas (Région de la Volga) atamane mariée à un paysan alors qu'elle est encore très jeune. Il meurt et en tant qu'enfant-veuve, elle devient nonne au monastère Nikolaevskii. Elle y lit et étudie la médecine. Elle est malheureuse dans le couvent, en raison de la vie stricte et réglementée qu'elle doit mener. En 1669, elle quitte le couvent, coupe ses cheveux et s'habille comme un homme.

## Révolte des paysans
Après avoir quitté le couvent, elle se joint à la révolte des Paysans (1670-1671) de Stenka Razine comme chef. La révolte est d'abord victorieuse dans le sud de la Russie.
En 1670, elle participe à la prise de Temnikov en prétendant être un chef cosaque rebelle. Elle rassemble tout un régiment d'hommes dans les zones autour de sa ville natale. Elle entraîne un régiment de 300 à 400 hommes (selon certaines sources, six mille combattants) qui ne savent pas que leur chef est une femme. Ses compétences d'archère et son savoir en médecine, appris au couvent, lui offrent le respect de ses hommes.
Trois mois plus tard, le tsar Alexis Ier lance une campagne pour éradiquer les rebelles et capturer Arzamasskaia. Le 30 novembre 1670, Temnikov est repris par les troupes du général Iouri Dolgoroukov. Selon une description de 1677, elle se cache dans une église et tire sur plusieurs soldats avant d'être prise le 4 décembre. Elle est torturée pour obtenir l'identité d'autres rebelles ; cependant, elle résiste et ne divulgue rien. Certaines sources indiquent qu'elle est accusée de sorcellerie et d'hérésie ; d'autres qu'elle est reconnue coupable de brigandage pour son rôle dans la prise de Temnikov, mais son crime principal, s'habiller comme un homme, est la transgression la plus grave et est assorti de la sentence la plus sévère : elle est condamnée à être brûlée sur le bûcher.
Le bûcher est construit sous forme d'un petit chalet avec un trou dans le toit, dans lequel elle est brûlée. Elle monte dedans en silence, effectue ses rites, saute et ferme la trappe, sans un mot, et elle brûle dans le silence. Alyona est décrite comme une amazone dotée d'une grande force physique d'un courage dépassant celui de bien des hommes.
Quand elle est brûlée sur le bûcher, des témoins rapportent qu'elle n'émet pas un seul son.